# Parcelă fără ieșire
O parcelă fără ieșire este o parcelă imobiliară care nu are acces legal la un drept de trecere public. În general, o parcelă fără ieșire are o valoare mai mică decât o parcelă care nu este fără ieșire. Adesea, proprietarul unei parcele fără ieșire poate obține accesul la un carosabil public prin servitute.